# Zeionises

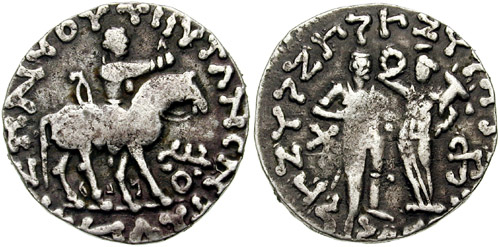
Moneda de Zeionises (c. 10 a. C. @– 10 d. C.).
Anv: Rey a caballo sosteniendo un látigo, con un arco detrás. Leyenda griega corrupta MANNOLOU UIOU SATRAPY ZEIONISOU "Sátrapa Zeionises, hijo de Manigul". Símbolo budista Triratna.
Rev: Rey a la izquierda, recibiendo una corona de una diosa de la ciudad que sostiene una cornucopia. Leyenda Karosti MANIGULASA CHATRAPASA PUTRASA CHATRAPASA JIHUNIASA "Sátrapa Zeionises, hijo del Sátrapa Manigul". Ceca del sur de Chach.

Zeionises fue un sátrapa indoescita del área del sur Chach (Kashmir) para el rey Azes II. 
Se convirtió en rey, y gobernó en partes del subcontinente indio alrededor 10 a. C.– 10 CE, pero aparentemente perdió su territorio en la invasión de los indopartos.
Sus monedas llevan el símbolo budista Triratna en el anverso, y adoptan representaciones de divinidades griegas como la diosa Tique.
Una jarra de plata encontrada en Taxila (Konow 1929: 81-83) indica que Zeionises era "sátrapa de Chuksa, hijo de Manigula, hermano del gran rey ", pero no se sabe quién pudo ser este rey. 